# Christina Bührmann
Christina Bührmann (* 13. Dezember 1945 in Schafstädt) ist eine deutsche SPD-Politikerin. Sie war von 1994 bis 1998 niedersächsische Frauenministerin. Bührmann ist verheiratet und hat ein Kind.
Christina Bührmann absolvierte nach der Schule eine Ausbildung zur Speditionskauffrau. Auf dem zweiten Bildungsweg holte sie das Abitur nach und studierte anschließend Sozialwissenschaften. Nach dem Studium arbeitete sie an der Universität Bremen und am Wissenschaftszentrum Berlin für Sozialforschung.
Christina Bührmann trat 1972 in die SPD ein. Sie war von 1986 bis 1996 Kreistagsabgeordnete des Landkreises Verden. Von 1990 bis 2008 war sie Mitglied des niedersächsischen Landtages. Sie war von 1994 bis 1998 niedersächsische Frauenministerin. Ihre Vorgängerin in diesem Amt war Waltraud Schoppe, ihre Nachfolgerin Heidrun Merk. Von 1995 bis 1997 gehörte sie dem Ausschuss der Regionen der Europäischen Union, einer Fachkommission, an.
Christina Bührmann ist Mitglied von ver.di und der Arbeiterwohlfahrt.